# Atlanta Motor Speedway

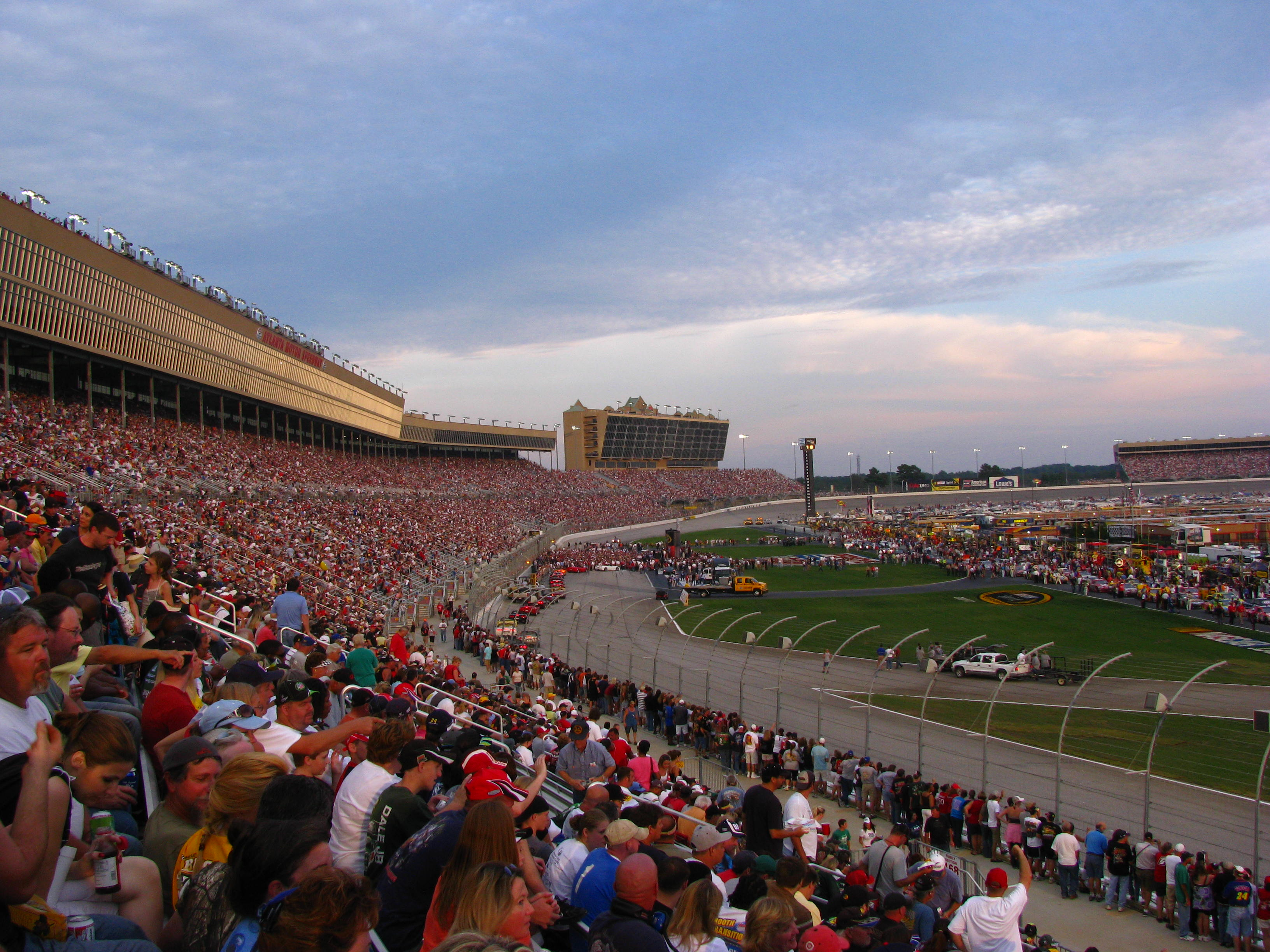
Vista da arquibancada.

Atlanta Motor Speedway (AMS) é um circuito oval localizado na cidade de Hampton (próxima a Atlanta) no estado da Geórgia, Estados Unidos. Sua extensão é de 1,54 milhas ou 2,48 quilômetros em um formato quad-oval semelhante ao Texas Motor Speedway.
O circuito foi aberto às corridas em 1960 e suporta vários eventos entre automobilismo e shows. Sua capacidade nas arquibancadas é de 120 mil pessoas e suas curvas possuem uma inclinação de 24 graus, na reta é de 5 graus.
O principal evento do AMS são as corridas da Nascar que acontecem 2 vezes ao ano, o circuito se tornou um dos mais rápidos de seu calendário após a implantação de placas restritoras nos circuitos de Daytona e Talladega.

## Furacão

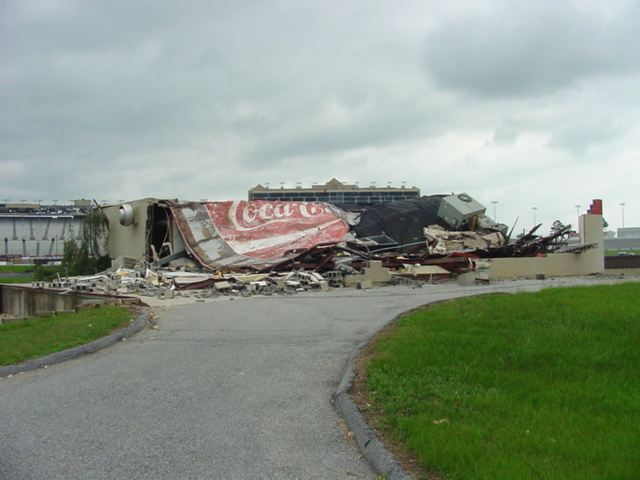
Danos causados pelo Furacão Cindy em 2005.

No dia 6 de Julho de 2005 o Atlanta Motor Speedway sofreu sérios danos em decorrência do Furacão Cindy, categoria F2, com velocidade entre 195 a 240 km/h. O furacão causou danos nos camarotes e escritórios do circuito e na arquibancada sendo diversas partes dela arremessada para dentro da pista, a parte de dentro do circuito também sofreu tendo a torre de cronometragem sendo derrubada pela força dos ventos. O prejuízo estimado foi de 50 milhões de dólares.
Não houve relatos de pessoas feridas, muito devido ao fato do fenômeno ter ocorrido no período noturno e em um dia sem nenhum evento programado.